# Европейский инвестиционный банк
Европейский инвестиционный банк — государственное финансово-кредитное учреждение Европейского союза для финансирования развития отсталых европейских регионов в форме долгосрочных кредитов. Создан в 1958 году с целью предоставления кредитов для сооружения и реконструкции объектов, которые представляют интерес для стран ЕС. Уставный капитал формируется из взносов стран-участниц и составляет 248,8 млрд евро.
ЕИБ является юридическим лицом. Его членами являются государства — члены Сообщества. Задание ЕИБ состоит в способствовании «постоянного и сбалансированного развития общего рынка в интересах Сообщества». Для достижения этой цели он использует как ресурсы рынка капиталов, к которым имеет доступ, так и собственные ресурсы. Банк предоставляет кредиты и гарантии для реализации таких проектов:
- по развитию слаборазвитых регионов;
- направленных на модернизацию или преобразование предприятий или на развитие новых видов деятельности, которые способствовали прогрессу в создании общего рынка;
- которые составляют общий интерес для нескольких государств-членов, которые за своим объёмом или природой не могут быть полностью финансово отдельными государствами-членами.

За счет выпуска облигационных ссуд на международном денежном рынке и на национальных денежных рынках стран Европейского союза формируются привлеченные средства банка. На рентабельные проекты предоставляют обычные кредиты, на малорентабельных — льготные. До 70 % приходится на кредиты для регионального развития менее развитых районов. Общая сумма предоставленных кредитов — 77 млрд евро (в 2014 году). Ссуды банка покрывают часть стоимости проекта, дополняя собственные капиталы заемщика (как правило меньше 50 %).
Сферы использования кредитов — прежде всего энергетика, транспорт и телекоммуникации. Европейский инвестиционный банк предоставляет также льготные кредиты за счет средств ЕС как технический распорядитель. Кредиты банка предоставляются в нескольких валютах. Процентная ставка по «смешанным» кредитам определяется на базе средневзвешенной стоимости в привлеченных средствах в данных валютах на международных или национальных рынках капиталов.
Руководящими органами Европейского инвестиционного банка являются Совет управляющих, Директорат и правление. В Совет управляющих входят министры финансов стран ЕС. Он определяет общую кредитную политику, рассматривает и утверждает годовые балансы, вносит изменения в уставный капитал. Директорат при установлении процентных ставок принимает решение о привлечении средств, предоставлении кредитов и гарантий. Оперативное управление осуществляет Президент и пять его заместителей. Месторасположение Европейского инвестиционного банка — Европейский квартал Люксембурга.